# Kiatisak Senamuang
Kiatisak Senamuang (Thai: เกียรติศักดิ์ เสนาเมือง; * 11. August 1973 in Udon Thani), auch „Zico“ genannt, ist ein ehemaliger thailändischer Fußballspieler. Er war einer der besten und populärsten Spieler in Asien. Den Spitznamen „Zico“ bekam er in Anlehnung an den großen brasilianischen Spieler Zico, wegen seiner Tricks und Dribblings. Heute ist er Cheftrainer des thailändischen Erstligisten FC Chonburi. Sein größtes Ziel ist es, sich einmal als Trainer mit der Thailändischen Fußballnationalmannschaft für eine Fußball-Weltmeisterschaft qualifizieren zu können. Als Spieler blieb ihm dieses Erlebnis versagt.

## Karriere

### Spieler

#### Verein
Seine Karriere startete er 1989 beim FC Krung Thai Bank im Alter von 16 Jahren. Dort spielte er sechs Jahre lang, bevor er über die Stationen FC Raj Pracha und FC Royal Thai Police das erste Mal ins Ausland wechselte, nach Malaysia zum Perlis FA. Dafür gab er dann auch seinen Beruf bei der Polizei auf. Im Sommer 1999 wurde er zu einem Probetraining beim FC Middlesbrough eingeladen. Dort angekommen konnte er jedoch nicht mittrainieren, da er kein vorläufiges Transferzertifikat seines Vereins Raj Pracha vorweisen konnte. Im September desselben Jahres erhielt Zico ein Vertragsangebot von Huddersfield Town, einem Verein aus der damaligen zweiten englischen Liga. Die Verhandlungen und Modalitäten zogen sich jedoch über zwei Monate lang hin. Am 22. November 1999 konnte Kiatisak den Vertrag unterschreiben. Sein Gehalt belief sich auf etwa 1.000 Pfund pro Woche. Er stand nur im Kader der Reserve des Vereins, wo er selten zum Einsatz kam. Er versuchte alles, um mit den fremden Gegebenheiten zurechtzukommen und aß sogar typisch englisches Essen. Zu seinen Versuchen, sich an den englischen Fußball zu gewöhnen, äußerte er sich später wie folgt: „When I joined, I did nothing but physical training during the first three months. I had to train like the English so I started to eat boiled chicken, potatoes and baked beans every day. I still cannot believe I could eat that....“ Ein Probetraining bei Crystal Palace, während seiner Zeit in England, war sein letzter Versuch, doch noch Fuß zu fassen. In einem Freundschaftsspiel zwischen Crystal Palace und Northampton Town wurde er dabei in der zweiten Halbzeit eingewechselt, konnte aber keinen bleibenden Eindruck hinterlassen.
Er ging dann anschließend für eine kurze Zeit zurück nach Thailand, um dann gleich weiter nach Singapur zu ziehen. Beim Verein FC Singapore Armed Forces konnte er dann auch endlich seinen ersten Titel feiern, als er 2002 Meister wurde. Er erzielte dabei 15 Tore in 20 Spielen. Anschließend wechselte er 2002 nach Vietnam zu Hoàng Anh Gia Lai. Er führte diesen Verein aus der 2. Liga zu zwei Meistertiteln, 2003 und 2004. 2004, sogar ausgezeichnet als Spieler des Jahres der V-League, war er auf dem Höhepunkt seiner Karriere angekommen. Tawan Sripan, mit dem er befreundet ist, folgte ihm dann 2004 nach Vietnam zu Hoàng Anh Gia Lai. Mit 33 Jahren ging er zurück nach Thailand und wechselte zu BEC-Tero Sasana zusammen mit Tawan Sripan, wo er noch eine Saison absolvierte und dann seine Karriere beendete.

#### Nationalmannschaftskarriere
Sein erstes Länderspiel für Thailand bestritt er am 8. April 1993 in Kōbe gegen Japan. Seinen ersten Titel mit der Nationalmannschaft konnte er 1993 erringen, als Thailand die Südostasienspiele gewann. Es sollten bis 1999 noch drei weitere folgen und er wurde dabei auch Torschützenkönig 1999. 2004 trat er das erste Mal aus der Nationalmannschaft zurück, um jedoch 2006 wieder zurückzukommen. Das Ziel war der Gewinn des King’s Cup 2007, was auch gelang. Im Oktober 2007 bestritt Kiatisuk sein Abschiedsspiel. Es wurde im Suphachalasai-Stadion ausgetragen. Gegner war die Nationalmannschaft der Vereinigten Arabischen Emirate.

### Trainer
Nach dem Ende seiner aktiven Karriere begann er als Trainer zu arbeiten. 2008 trainierte er zunächst den Premier-League-Aufsteiger FC Chula-Sinthana. Nach weiteren Stationen als Cheftrainer u. a. beim FC Chonburi und Bangkok FC war er ab 2013 vier Jahre Nationaltrainer von Thailand, bevor er 2017 beim Port FC  als Trainer unterschrieb.

## Auszeichnungen

### Auszeichnungen als Spieler
- Südostasienspiele: Torschützenkönig 1999
- ASEAN-Fußballmeisterschaft: Spieler des Turniers 2000
- AFC Monthly award Januar 2001
- V-League Spieler des Jahres: 2004[6]

### Auszeichnungen als Trainer
ASEAN Football Federation
Trainer des Jahres: 2015, 2017
V.League 1
- Trainer des Monats: Januar/März 2021[7]

## Erfolge

### Erfolge als Spieler

#### Verein
Krung Thai Bank
- Kor Royal Cup: 1989
- Khǒr Royal Cup: 1993

Singapore Armed Forces
- S-League

Meister: 2002
Vizemeister 2001
Hoang Anh Gia Lai
- V-League

Meister 2003, 2004
- Vietnam Super Cup

Sieger: 2003, 2004

#### Nationalmannschaft
- Asienspiele

4. Platz: 1998, 2002
- ASEAN-Fußballmeisterschaft

Sieger: 1996, 2000, 2002
- Südostasienspiele

Goldmedaille: 1993, 1995, 1997, 1999
- King’s Cup

Sieger: 2000, 2007

### Erfolge als Trainer

#### Verein
Chonburi FC
- Kor Royal Cup: 2009

Hoang Anh Gia Lai
- Vietnamesischer Fußballpokal:

Finalist: 2010

#### Nationalmannschaft
Thailand
- Fußball-Südostasienmeisterschaft: 2014, 2016

- Südostasienspiele: 2013

## Privates
Kiatisak ist verheiratet und hat drei Kinder. Er gründete die Stiftung „Zico for Kids“, deren Ziel es ist, Kinder kostenlos mit Fußballausrüstung zu versorgen. Die ersten Gelder flossen aus den Einnahmen eines Buches welches Zico schrieb.